# Ministero della giustizia (Grecia)
Il Ministero della giustizia (in greco Υπουργείο Δικαιοσύνης?, Ypourgeio Dikaiosynīs) è un dicastero del governo greco responsabile della supervisione dell'apparato legale e del sistema giudiziario della Grecia.
L'attuale ministro è Giōrgios Flōridīs, in carica dal 28 giugno 2023.

## Ministri
| N°                                                                           | Ministro (nascita-morte)                 | Partito | Governo                 | Mandato           | Mandato           |
| N°                                                                           | Ministro (nascita-morte)                 | Partito | Governo                 | Inizio            | Fine              |
| ---------------------------------------------------------------------------- | ---------------------------------------- | ------- | ----------------------- | ----------------- | ----------------- |
| Ministero della giustizia (1967-2009)                                        |                                          |         |                         |                   |                   |
| 1°                                                                           | Kōnstantinos Kalampokias (1899-1971)     | Ind.    | Papadopoulos            | 13 dicembre 1967  | 20 giugno 1968    |
| 2°                                                                           | Iōannīs Triantafyllopoulos (1921-2006)   | Ind.    | Papadopoulos            | 20 giugno 1968    | 9 luglio 1968     |
| 3°                                                                           | Īlias Kyriakopoulos (1903-1976)          | Ind.    | Papadopoulos            | 24 luglio 1968    | 29 giugno 1970    |
| 4°                                                                           | Aggelos Tsoukalas (1906-1996)            | Ind.    | Papadopoulos            | 29 giugno 1970    | 11 maggio 1973    |
| 5°                                                                           | Iōannīs Agathaggelou (1921-1981)         | Ind.    | Papadopoulos            | 11 maggio 1973    | 8 ottobre 1973    |
| 6°                                                                           | Kōnstantinos Chrīstopoulos (?)           | Ind.    | Markezinī               | 8 ottobre 1973    | 25 novembre 1973  |
| 7°                                                                           | Stulianos Triantafyllou (?)              | Ind.    | Androutsopoulos         | 25 novembre 1973  | 23 luglio 1974    |
| 8°                                                                           | Kōnstantinos Papakōstantinou (1907-1989) | ERE     | Karamanlís V            | 24 luglio 1974    | 9 ottobre 1974    |
| 9°                                                                           | Geōrgios Oikonomopoulos (1903-1981)      | Ind.    | Karamanlís V            | 9 ottobre 1974    | 21 novembre 1974  |
| 10°                                                                          | Kōnstantinos Stefanakīs (1917-1992)      | ND      | Karamanlís VI           | 21 novembre 1974  | 21 ottobre 1977   |
| 11°                                                                          | Spyridōn Gaggas (1906-1986)              | Ind.    | Karamanlís VI           | 21 ottobre 1977   | 28 novembre 1977  |
| 12°                                                                          | Geōrgios Stamatīs (1915-1986)            | ND      | Karamanlís VII          | 28 novembre 1977  | 10 maggio 1980    |
|                                                                              | Geōrgios Stamatīs (1915-1986)            | ND      | Rallīs                  | 10 maggio 1980    | 17 settembre 1981 |
| 13°                                                                          | Solōn Raggas (?)                         | ?       | Rallīs                  | 17 settembre 1981 | 21 ottobre 1981   |
| 14°                                                                          | Eustathios Alexandrīs (1921-2013)        | PASOK   | Andreas Papandreou I    | 21 ottobre 1981   | 5 luglio 1982     |
| 15°                                                                          | Geōrgios-Alexandros Magkakīs (1922-2011) | PASOK   | Andreas Papandreou I    | 5 luglio 1982     | 22 maggio 1984    |
| 16°                                                                          | Nikolaos Papantōniou (1922-1999)         | Ind.    | Andreas Papandreou I    | 22 maggio 1984    | 21 giugno 1984    |
| (15)°                                                                        | Geōrgios-Alexandros Magkakīs (1922-2011) | PASOK   | Andreas Papandreou I    | 21 giugno 1984    | 9 maggio 1985     |
| 17°                                                                          | Kōnstantinos Kounougerīs (?)             | PASOK   | Andreas Papandreou I    | 9 maggio 1985     | 5 giugno 1985     |
| 18°                                                                          | Miltiadīs Papaïōannou (1947)             | PASOK   | Andreas Papandreou II   | 5 giugno 1985     | 26 luglio 1985    |
| (15)°                                                                        | Geōrgios-Alexandros Magkakīs (1922-2011) | PASOK   | Andreas Papandreou II   | 26 luglio 1985    | 25 aprile 1986    |
| 19°                                                                          | Apostolos Kaklamanīs (1936)              | PASOK   | Andreas Papandreou II   | 25 aprile 1986    | 5 febbraio 1987   |
| 20°                                                                          | Leuterīs Veryvakīs (1935-2012)           | PASOK   | Andreas Papandreou II   | 5 febbraio 1987   | 23 settembre 1987 |
| 21°                                                                          | Menios Koutsogiōrgas (1922-1991)         | PASOK   | Andreas Papandreou II   | 23 settembre 1987 | 18 novembre 1988  |
| 22°                                                                          | Vasileios Rōtīs (1922-2005)              | Ind.    | Andreas Papandreou II   | 18 novembre 1988  | 17 marzo 1989     |
| 23°                                                                          | Giannīs Skoularikīs (1928-2008)          | PASOK   | Andreas Papandreou II   | 17 marzo 1989     | 2 giugno 1989     |
| (15)°                                                                        | Kōnstantinos Stamatīs (1919-1992)        | Ind.    | Andreas Papandreou II   | 2 giugno 1989     | 2 luglio 1989     |
| 27°                                                                          | Fōtīs Kouvelīs (1948)                    | SYN     | Tzannetakīs             | 2 luglio 1989     | 12 ottobre 1989   |
| (15)°                                                                        | Kōnstantinos Stamatīs (1919-1992)        | Ind.    | Grivas                  | 12 ottobre 1989   | 23 novembre 1989  |
|                                                                              | Kōnstantinos Stamatīs (1919-1992)        | Ind.    | Zolōtas                 | 23 novembre 1989  | 11 aprile 1990    |
| 28°                                                                          | Athanasios Kanellopoulos (1923-1994)     | ND      | Kōnstantinos Mītsotakīs | 11 aprile 1990    | 8 agosto 1991     |
| 29°                                                                          | Michalīs Papakōstantinou (1919-2010)     | ND      | Kōnstantinos Mītsotakīs | 8 agosto 1991     | 7 agosto 1992     |
| 30°                                                                          | Iōannīs Varvitsiōtīs (1933)              | ND      | Kōnstantinos Mītsotakīs | 7 agosto 1992     | 3 dicembre 1992   |
| 31°                                                                          | Anna Mpenakī-Psarouda (1934)             | ND      | Kōnstantinos Mītsotakīs | 3 dicembre 1992   | 14 settembre 1993 |
| 32°                                                                          | Geōrgios Plagianakos (?)                 | Ind.    | Kōnstantinos Mītsotakīs | 14 settembre 1993 | 13 ottobre 1993   |
| 33°                                                                          | Geōrgios Kouvelakīs (1936)               | PASOK   | Andreas Papandreou III  | 13 ottobre 1993   | 10 febbraio 1995  |
| 34°                                                                          | Anastasios Peponīs (1924-2011)           | PASOK   | Andreas Papandreou III  | 10 febbraio 1995  | 15 settembre 1995 |
| 35°                                                                          | Giannīs Pottakīs (1939-2015)             | PASOK   | Andreas Papandreou III  | 15 settembre 1995 | 22 gennaio 1996   |
| 36°                                                                          | Euaggelos Venizelos (1957)               | PASOK   | Simitis I               | 22 gennaio 1996   | 30 agosto 1996    |
| 37°                                                                          | Argyrīs Fatouros (?)                     | Ind.    | Simitis I               | 30 agosto 1996    | 25 settembre 1996 |
| 38°                                                                          | Euaggelos Giannapoulos (1918-2003)       | PASOK   | Simitis II              | 25 settembre 1996 | 20 marzo 2000     |
| 39°                                                                          | Dīmītrios Gourgourakīs (1931)            | Ind.    | Simitis II              | 20 marzo 2000     | 13 aprile 2000    |
| 40°                                                                          | Michalī Stathopoulos (1938)              | PASOK   | Simitis III             | 13 aprile 2000    | 24 ottobre 2001   |
| 41°                                                                          | Filippos Petsalnikos (1950-2020)         | PASOK   | Simitis III             | 24 ottobre 2001   | 10 marzo 2004     |
| 42°                                                                          | Anastasios Papalīgouras (1948)           | ND      | Karamanlīs I            | 10 marzo 2004     | 19 settembre 2007 |
| 43°                                                                          | Sōtīrīs Chatzīgakīs (1945)               | ND      | Karamanlīs II           | 19 settembre 2007 | 7 gennaio 2009    |
| 44°                                                                          | Nikos Dendias (1959)                     | ND      | Karamanlīs II           | 7 gennaio 2009    | 7 ottobre 2009    |
| Ministero della giustizia, della trasparenza e dei diritti umani (2009-2019) |                                          |         |                         |                   |                   |
| 1°                                                                           | Charīs Kastanidīs (1956)                 | PASOK   | Giōrgos Papandreou      | 7 ottobre 2009    | 17 giugno 2011    |
| 2°                                                                           | Miltiadīs Papaïōannou (1947)             | PASOK   | Giōrgos Papandreou      | 17 giugno 2011    | 11 novembre 2011  |
|                                                                              | Miltiadīs Papaïōannou (1947)             | PASOK   | Papadīmos               | 11 novembre 2011  | 17 maggio 2012    |
| 3°                                                                           | Christos Gerarīs (1938)                  | Ind.    | Pikrammenos             | 17 maggio 2012    | 21 giugno 2012    |
| 4°                                                                           | Antōnīs Roupakiōtīs (1938)               | ND      | Samaras                 | 21 giugno 2012    | 25 giugno 2013    |
| 5°                                                                           | Charalampos Athanasiou (1946)            | ND      | Samaras                 | 25 giugno 2013    | 27 gennaio 2015   |
| 6°                                                                           | Nikos Paraskeuopoulos (1949)             | SYRIZA  | Tsipras I               | 27 gennaio 2015   | 28 agosto 2015    |
| 7°                                                                           | Dīmītrios Papaggelopoulos (1954)         | Ind.    | Thanou-Christofilou     | 28 agosto 2015    | 22 settembre 2015 |
| (6)°                                                                         | Nikos Paraskeuopoulos (1949)             | SYRIZA  | Tsipras II              | 23 settembre 2015 | 5 novembre 2016   |
| 8°                                                                           | Stauros Kontonīs (1963)                  | SYRIZA  | Tsipras II              | 5 novembre 2016   | 28 agosto 2018    |
| 9°                                                                           | Michalīs Kalogīrou (1975)                | SYRIZA  | Tsipras II              | 28 agosto 2018    | 8 luglio 2019     |
| Ministero della giustizia (dal 2019)                                         |                                          |         |                         |                   |                   |
| 1°                                                                           | Kōstas Tsiaras (1966)                    | ND      | Kyriakos Mītsotakīs     | 9 luglio 2019     | 25 Maggio 2023    |
| 2°                                                                           | Filippos Spyropoulos (1953)              | IND.    | Ioannis Sarmas          | 26 Maggio 2023    | 28 Giugno 2023    |
| 3°                                                                           | Giōrgios Flōridīs (1956)                 | PASOK   | Kyriakos Mītsotakīs II  | 28 Giugno 2023    | In Carica         |